# Ophiomyia paramaura
Ophiomyia paramaura är en tvåvingeart som beskrevs av Pakalniskis 1994. Ophiomyia paramaura ingår i släktet Ophiomyia och familjen minerarflugor.
Artens utbredningsområde är Litauen. Inga underarter finns listade i Catalogue of Life.